# Steffi Nerius
Stefanie »Steffi« Nerius, nemška atletinja, * 1. julij 1972, Bergen auf Rügen, Vzhodna Nemčija.
Nastopila je na poletnih olimpijskih igrah v letih 1996, 2000, 2004 in 2008, leta 2004 je osvojila naslov olimpijske podprvakinje v metu kopja. Na svetovnih prvenstvih je leta 2009 osvojila naslov prvakinje ter še tri bronaste medalje, na evropskih prvenstvih pa naslov prvakinje leta 2006 in srebrno medaljo leta 2002. 